# مارينا رودنينا
مارينا رودنينا (مواليد 19 نوفمبر 1960) هي عالمة كيمياء حيوية ألمانية.

## حياتها
ولدت رودنينا في كييف، ودرست علم الأحياء في جامعة كييف وحصلت على درجة الدكتوراه في البيولوجيا الجزيئية وعلم الوراثة عام 1989. من عام 1990 إلى عام 1992، كانت زميلة باحثة في مؤسسة ألكسندر فون هومبولت في جامعة ويتين / هيرديك. بعد ذلك، عملت مساعد باحث في نفس الجامعة وحصلت على مؤهلها عام 1997. من 1998 إلى 2008، كانت أستاذة في جامعة ويتن / هيرديك. منذ عام 2008، أصبحت عضوًا علميًا ومديرة معهد ماكس بلانك للكيمياء الفيزيائية الحيوية.

## الأبحاث
تركّز أبحاث رودنينا على تخليق البروتين عن طريق الريبوسوم والتي تعمل من خلاله. بالتعاون مع زملائها، كانت رودنينا أول من تصور نشاط الريبوسوم بمساعدة مجهر إلكتروني ثلاثي الأبعاد.

## الجوائز
رودنينا هي عضو في أكاديمية غوتنغن للعلوم والإنسانيات وأكاديمية العلوم ليوبولدينا. حصلت على جائزة هانز نيوراث عام 2015، وجائزة غوتفريد فلهلم ليبنيز عام 2016، وميدالية أوتو واربورغ عام 2019.